# Korkociąg

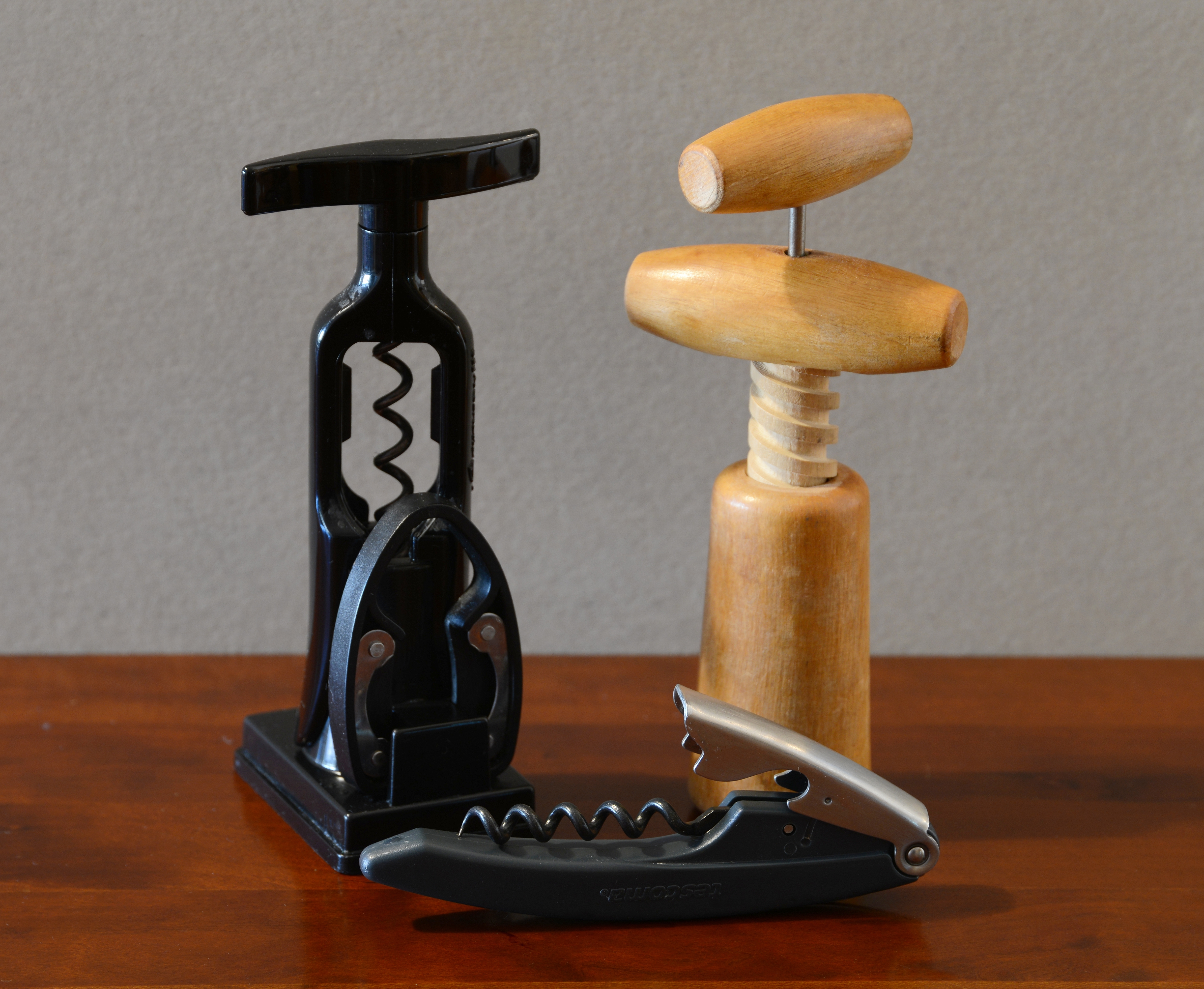
różne rodzaje korkociągów

Korkociąg (staropol. trybuszon od franc. tire-bouchon lub grajcar, grajcarek) – przyrząd do wyjmowania korków z butelek. W najbardziej podstawowej swej konstrukcji jest to szpikulec skręcony śrubowo, na którego końcu znajduje się uchwyt do wkręcania korkociągu w korek i wyjmowania korka. Niektóre modele są wyposażone w ostry nożyk do cięcia folii oraz dźwignię ułatwiającą otwieranie bez nadmiernego wysiłku.

## Charakterystyka
Ostrze tego szpikulca wkłuwa się w znajdujący się w butelce korek, a następnie trzymając za uchwyt, wkręca się tak, aby zagłębił się w korku na prawie całą jego długość (nie dopuszczając jednak, aby przebił go na wylot, bowiem wówczas okruchy korka mogą wpaść do płynu w butelce). Tak wkręcony korkociąg następnie wyciąga się wraz z korkiem z butelki.
Bardziej złożone konstrukcje (np. przedstawiona na fotografii obok scyzoryka), oprócz skręconego szpikulca i uchwytu, zaopatrzone mogą być w dodatkowe zapadki i śruby albo w dodatkowe dźwignie, pozwalające na wygodniejsze wyciągnięcie korka po wkręceniu weń samego ostrza.
Współcześnie korkami zamykane są zazwyczaj wina i miody (większość pozostałych płynów zabezpiecza się przed wylaniem innego rodzaju zamknięciami), toteż codzienna przydatność tego narzędzia jest mniejsza niż dawniej.

## Typy

### „Przyjaciel kelnera”

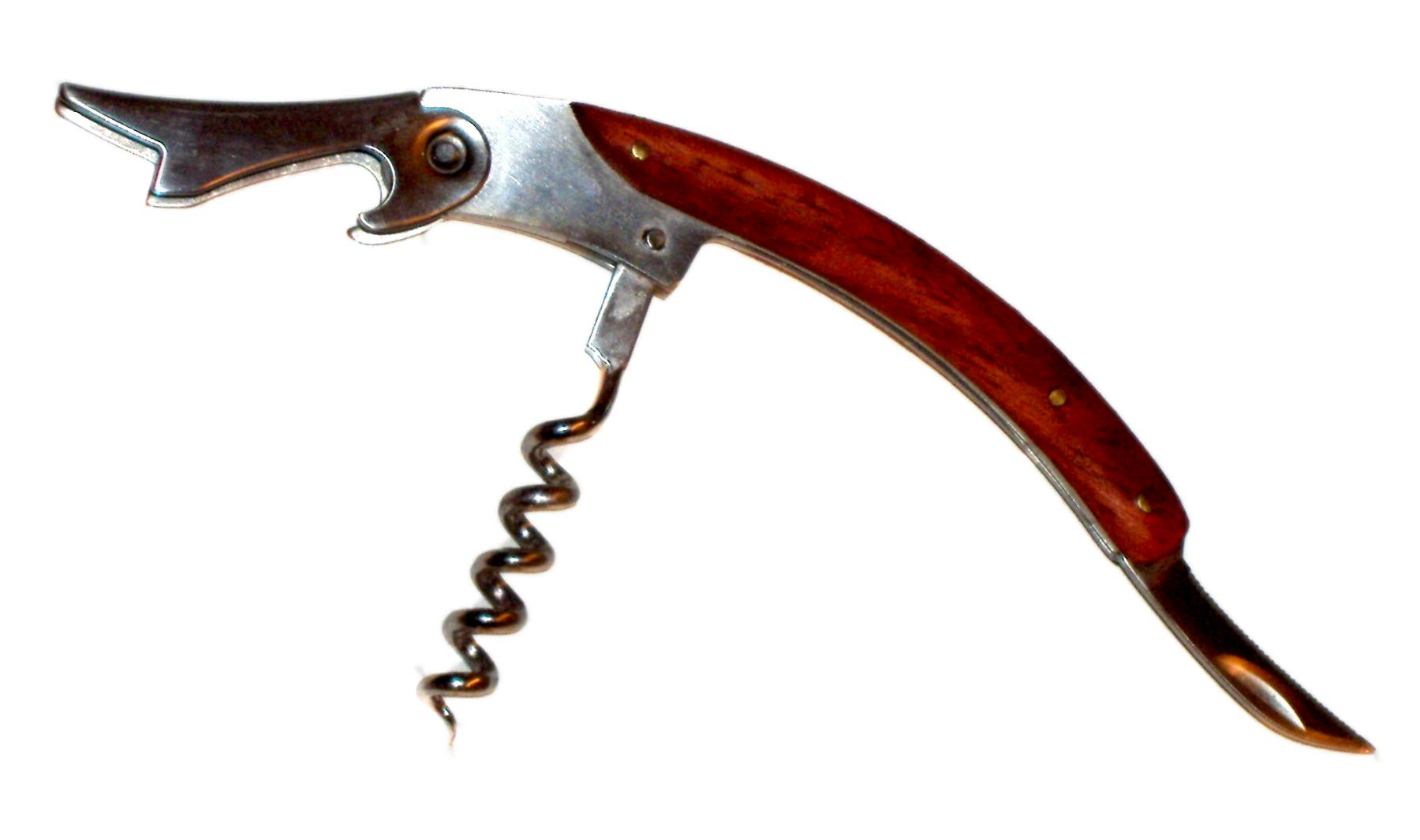
korkociąg kelnerski

Jest to klasyczny typ korkociągu, który cieszy się największą popularnością wśród zawodowych sommelierów oraz kelnerów. Cechuje się kompaktową budową i wysoką funkcjonalnością, a jego nazwa pochodzi od jego niezawodności oraz powszechnego stosowania w gastronomii.
Główne elementy tego narzędzia to:
- Śruba (spirala): kluczowy komponent „przyjaciela kelnera”. W dobrej jakości egzemplarzach wykonana jest z jednego kawałka stalowego pręta, odpowiednio skręconego w kształt spirali. Taka forma pozwala na głębokie i precyzyjne wkręcenie się w korek bez jego uszkadzania. Korkociągi ze śrubami odlewanymi  są one mniej trwałe i często prowadzą do pokruszenia korka[1].
- Nożyk (obcinacz): umieszczony w jednej z odnóg narzędzia. Służy do nacinania i zdejmowania folii zabezpieczającej szyjkę butelki. Nożyk powinien być ostry, aby umożliwić czyste cięcie bez szarpania materiału[1].
- Dźwignia dwustopniowa (czasem określana jako „podwójna dźwignia”): to mechanizm umożliwiający wygodne i płynne wyciąganie korka w dwóch etapach. Pierwszy stopień pozwala lekko unieść korek, a drugi – całkowicie go wydobyć. System ten znacząco redukuje siłę potrzebną do otwarcia butelki i minimalizuje ryzyko jego złamania[1].
- Ergonomiczna rączka: całość powinna być dobrze wyprofilowana, aby korkociąg pewnie leżał w dłoni. Wysokiej klasy modele posiadają rękojeści z drewna, metalu lub kompozytu, zaprojektowane z myślą o codziennej, intensywnej eksploatacji[1].

### Korkociąg zwykły

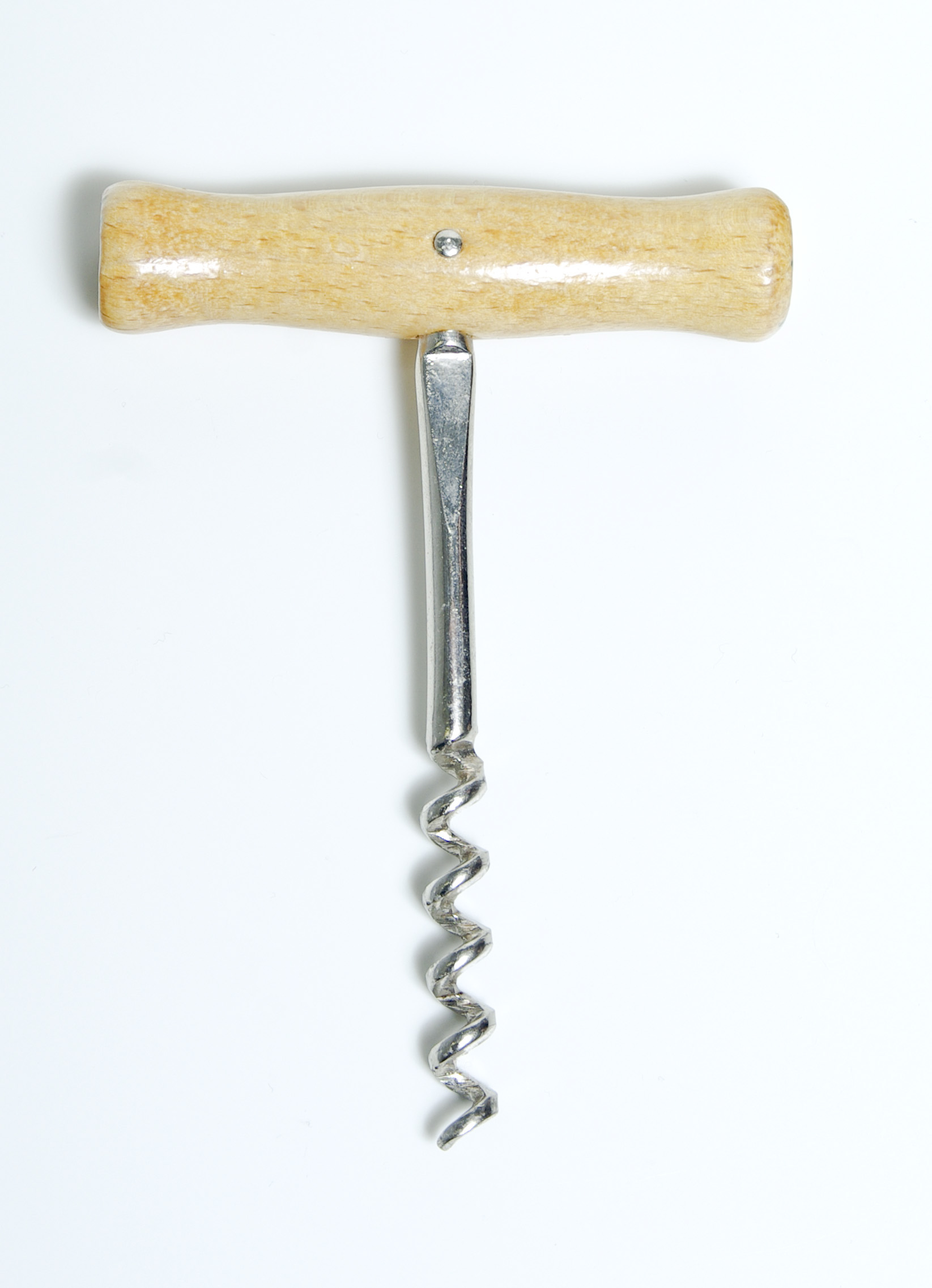
korkociąg zwykły

Jeden z najprostszych rodzajów narzędzi służących do usuwania korków z butelek. Składa się z metalowej spirali (śruby) oraz poprzecznej rączki – najczęściej wykonanej z drewna – która umożliwia ręczne wkręcenie korkociągu w korek i jego ręczne wyciągnięcie. Pomimo swojej prostoty, model ten nie spełnia wymagań profesjonalnej obsługi sommelierskiej. Nie jest wyposażony ani w nożyk do obcinania folii ochronnej na szyjce butelki, ani w żadną formę dźwigni ułatwiającej wyciąganie korka. W związku z tym jego użycie wymaga znacznej siły fizycznej, zwłaszcza gdy butelka stoi stabilnie na stole – co często prowadzi do niekontrolowanego oderwania korka, nierzadko z charakterystycznym „strzałem”, który nie jest pożądany przy serwowaniu wina. Brak stabilności i precyzji podczas otwierania może również spowodować wstrząsanie butelką, co bywa niekorzystne w przypadku win dojrzewających, zawierających osad na dnie. Z tego względu korkociąg zwykły uchodzi za model nieprzydatny w pracy sommeliera oraz w profesjonalnej degustacji wina.

### Korkociąg motylkowy

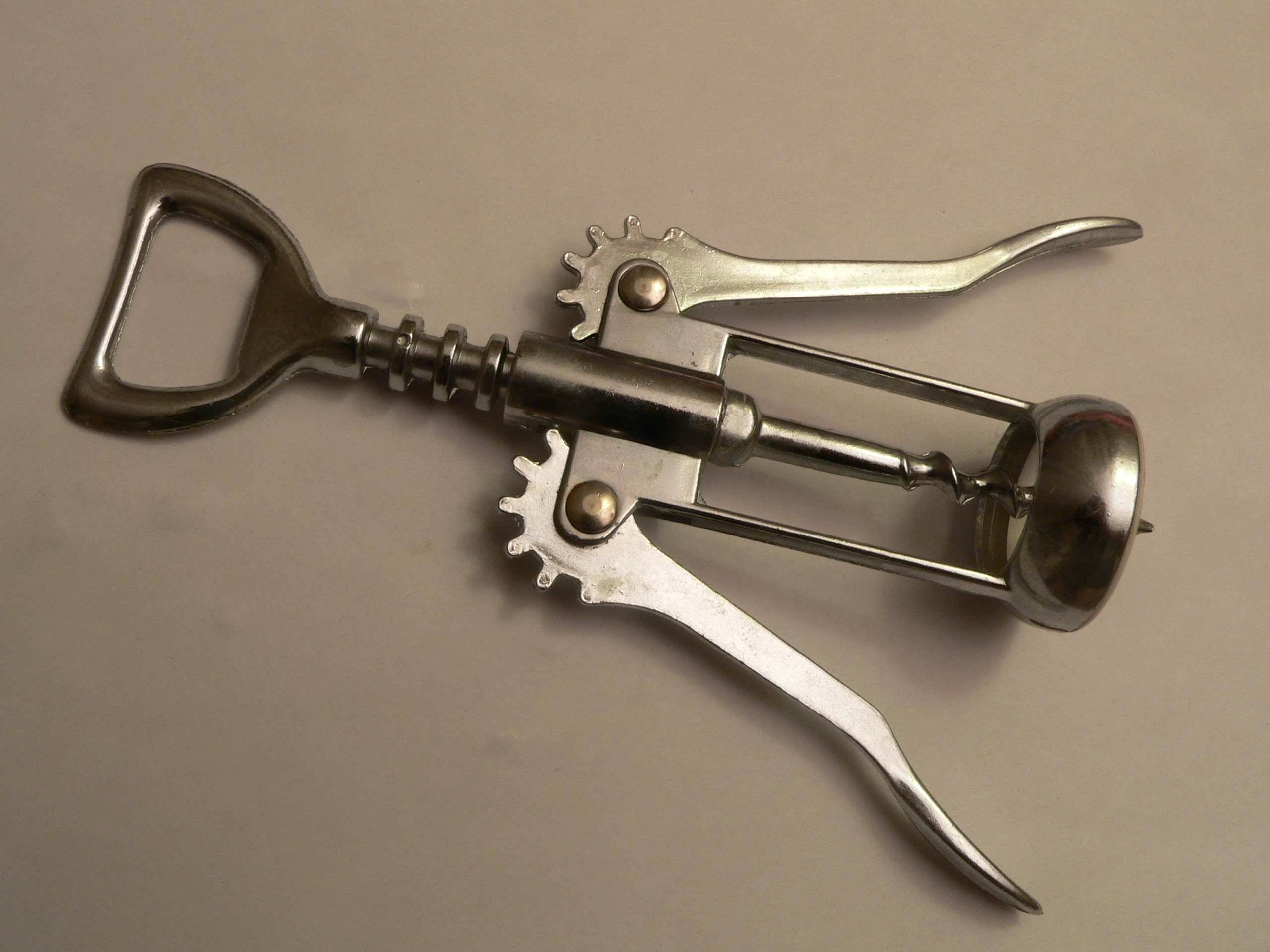
korkociąg motylkowy

Ten typ korkociągu wyposażony jest w dwie ramiona-dźwignie, które unoszą się podczas wkręcania śruby i pozwalają łatwo oraz szybko wyciągnąć korek, gdy zostaną dociśnięte w dół. Choć mechanizm działania jest prosty i efektywny, jego największą wadą pozostaje jakość śruby – często jest ona niskiej klasy, co zwiększa ryzyko uszkodzenia korka. Ponadto, ze względu na stosunkowo dużą masę i brak nożyka do usuwania folii, nie jest to narzędzie odpowiednie do profesjonalnego użytku sommelierskiego.

### Korkociąg dwufazowy

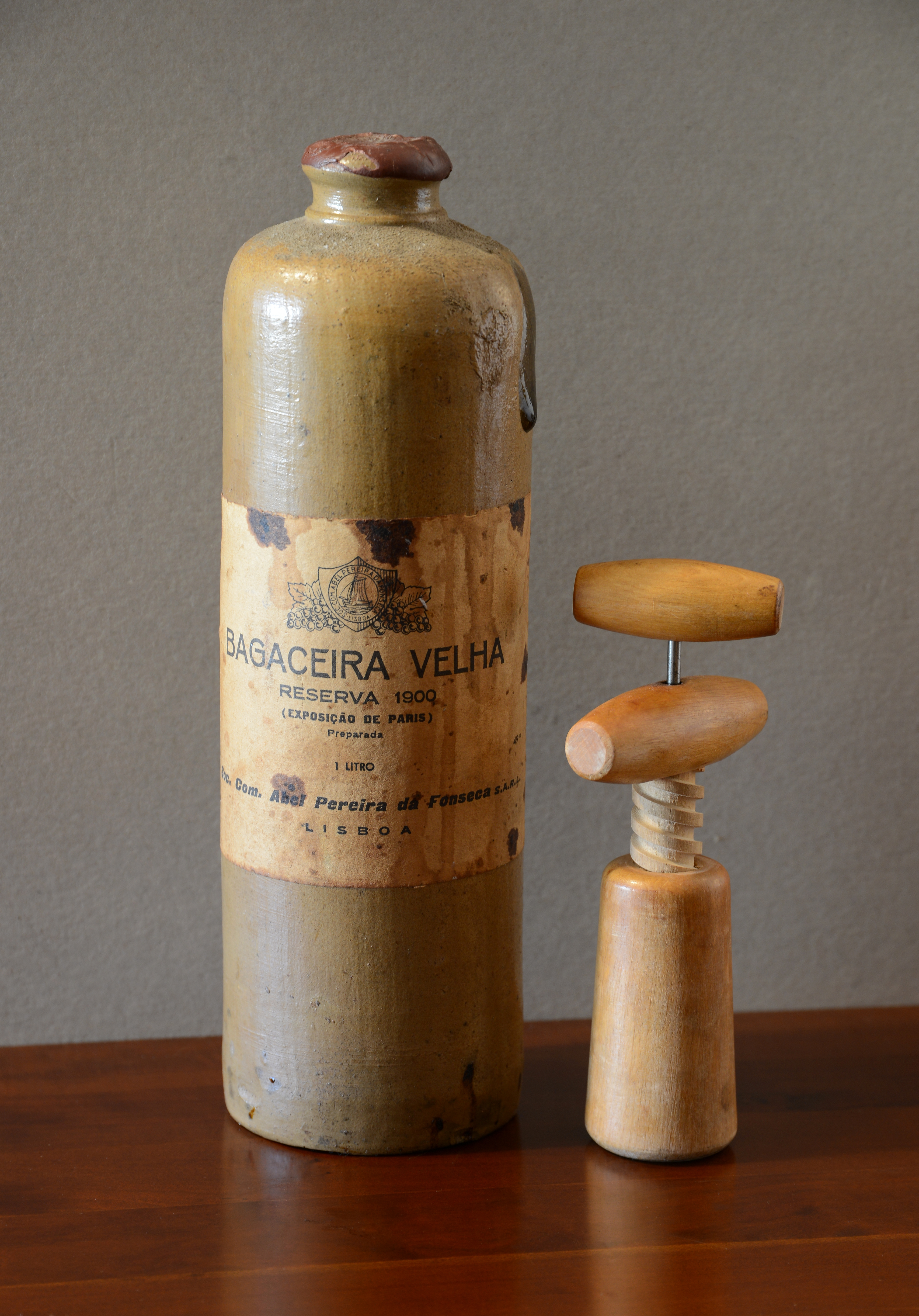
korkociąg dwufazowy

Tego rodzaju korkociąg, charakteryzujący się obecnością dwustopniowej dźwigni, umożliwia stosunkowo łatwe i stabilne wyciągnięcie korka z butelki. Jest to narzędzie często wykorzystywane w warunkach domowych, głównie z powodu prostoty obsługi. Wady konstrukcyjne obejmują jednak brak nożyka oraz znaczne rozmiary, które czynią go nieporęcznym dla personelu gastronomicznego. Dodatkowym mankamentem jest brak ogranicznika głębokości wkręcania śruby, co może skutkować przebiciem korka na wylot. Modele tego typu są również często wyposażone w śruby niskiej jakości, co pogarsza ich funkcjonalność.

### Korkociąg typu Screwpull
To nowoczesne urządzenie przeznaczone do użytku domowego, które cechuje się wysoką skutecznością w usuwaniu korków, również tych szczególnie opornych. Wyposażony w precyzyjnie wykonaną śrubę, umożliwia łatwe i szybkie otwarcie butelki. Mimo zalet technologicznych, korkociąg ten nie znajduje zastosowania w profesjonalnej obsłudze restauracyjnej. Wysoka penetracja śruby powoduje zazwyczaj przebicie korka na wylot, co z punktu widzenia standardów sommelierskich jest niepożądane.

### korkociągi ciśnieniowe

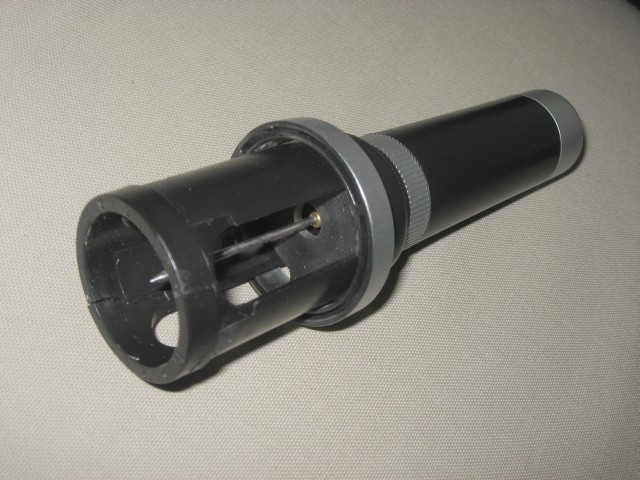
korkociąg ciśnieniowy

### Korkociągi stacjonarne

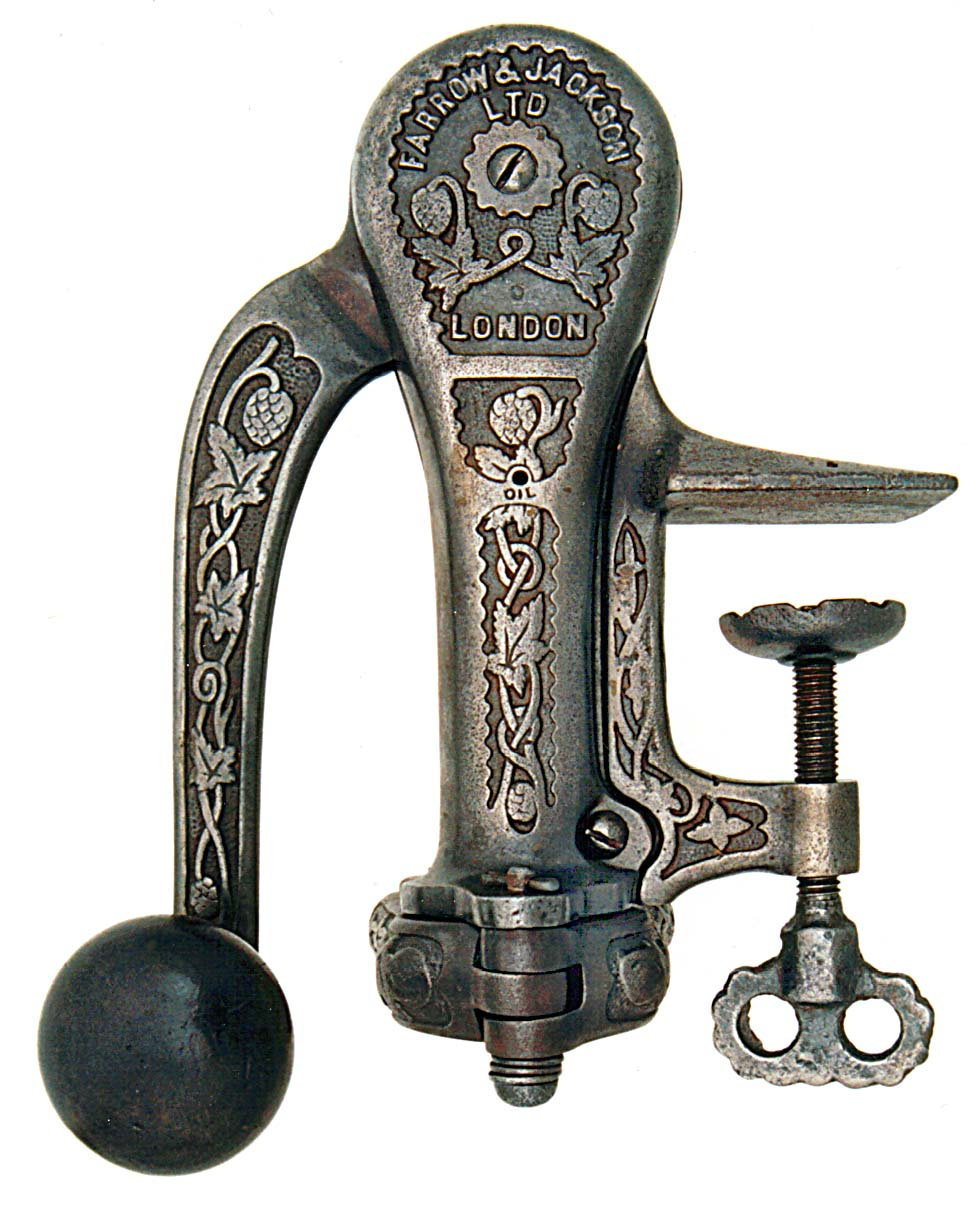
korkociąg stacjonarny

Korkociągi stacjonarne stanowią rozwiązanie przeznaczone do użytku profesjonalnego, szczególnie w barach winnych i lokalach gastronomicznych o dużym natężeniu pracy. Ich konstrukcja umożliwia szybkie i efektywne otwieranie znacznej liczby butelek w krótkim czasie. Urządzenia te są montowane na stałe – zazwyczaj do blatu roboczego – co zapewnia odpowiednią stabilność i komfort obsługi.
Mechanizm działania oparty jest na dźwigni, której pojedynczy ruch wystarcza do całkowitego usunięcia korka z butelki. Dzięki temu otwieranie przebiega nie tylko sprawnie, ale i z minimalnym użyciem siły. Z uwagi na swoje gabaryty oraz stacjonarny charakter, korkociągi tego typu nie nadają się do obsługi przy stole i nie są wykorzystywane przez sommelierów pracujących bezpośrednio z gośćmi.

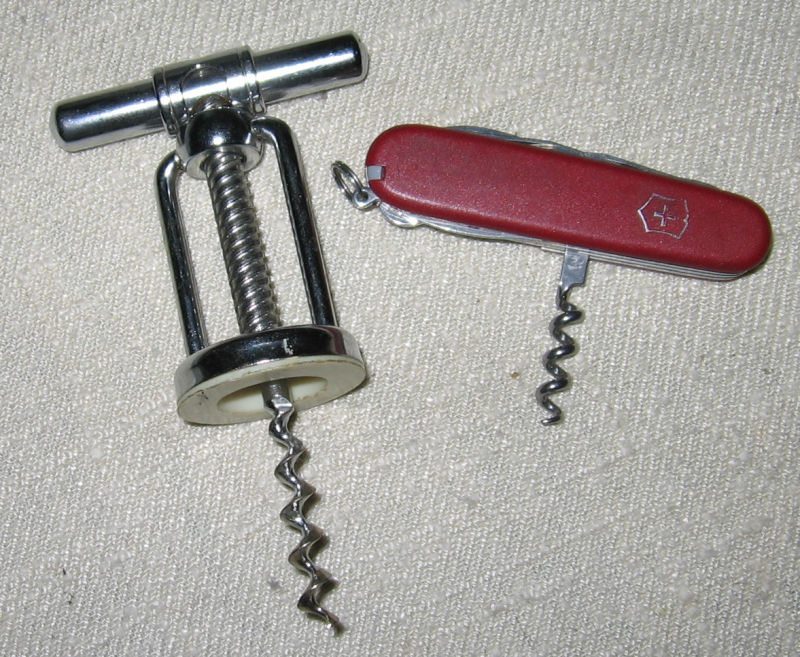
Korkociąg ze śrubą (z lewej) oraz scyzoryk z korkociągiem

## Historia
Za wynalazcę korkociągu uważa się anglika Samuela Henshalla (1764-1807), który w 1795 roku przymocował grajcar, czyli skręcony szpikulec używany do czyszczenia broni, do drewnianego uchwytu. Na łączeniu umieścił blaszkę, która później zaczęła być nazywana guzikiem Henshalla. Blaszka ułatwiała  wyrwanie korka z butelki oraz zapobiegała zbyt głębokiemu wkręceniu przyrządu.